# 로스앤젤레스군 교통국

로스앤젤레스 군 교통국(Los Angeles County Metropolitan Transportation Authority, LACMTA)는 미국 캘리포니아주 로스앤젤레스군의 공공 교통망의 일부를 운영하는 공공 법인이다. 교통국은 교통 계획과 교통 정책, 재정 계획의 책정 등을 실시하고 있다.